# Dentifrice

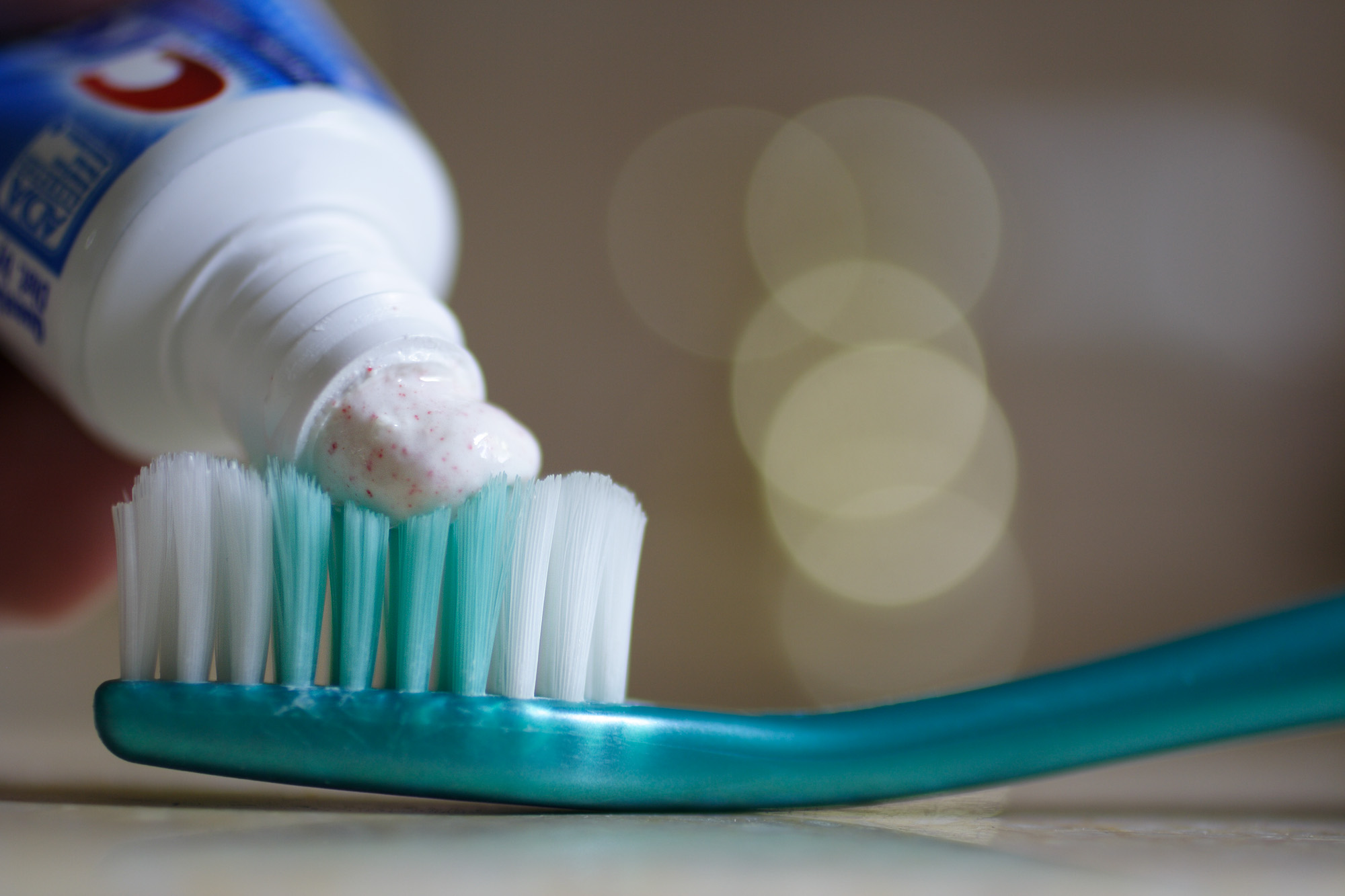
Dentifrice appliqué sur une brosse à dents.

Le dentifrice, ou pâte dentifrice, aussi appelée pâte à dents au Canada francophone, est une pâte appliquée sur une brosse à dents pour le nettoyage des dents, il est un complément au brossage qui peut se faire sans dentifrice, celui-ci est secondaire comparé à l'action mécanique du brossage sur la santé bucco-dentaire.
Le dentifrice contribue à l'hygiène bucco-dentaire de plusieurs manières : il permet d'enlever plus facilement la plaque dentaire, évite la mauvaise haleine, et peut contenir des substances qui préviennent les maladies liées aux dents et aux gencives (comme la gingivite). Les deux ingrédients les plus importants sont le fluor qui renforce l'émail et le reminéralise et le bicarbonate de soude qui aide à retirer la plaque dentaire, a une activité bactéricide, des propriétés de blanchiment des dents et une capacité à neutraliser l'acidité,. Les effets du brossage dentaire dépendent de la manière dont celui-ci est effectué, et non du dentifrice. [réf. nécessaire]

## Histoire
On parlait autrefois de « poudre dentifrique », poudre officinale qui visait à raffermir la gencive et blanchir les dents. Une recette de poudre blanchissante donnée par Louis Joseph Marie Robert (1805) est : Girofle en poudre (dose : un gros), à quoi l'on ajoute de la crème de tartre (dose : un demi-gros), de l'alun calciné (dose : un demi-gros), de la cochenille en poudre (dose : un demi-gros), du sucre (une once), le tout étant à réduire en poudre par porphyrisation. Mais d'autres recettes ajoutaient à la crème de tartre de la pierre ponce, du « corail préparé », de l'« os desséché », à l'époque appliqué non pas à la brosse à dents, qui n'existait pas, mais « au doigt mouillé de vin ». On l'appelait ainsi car il fallait tremper son doigt dans le vin puis dans le dentifrice en poudre.
Le terme dentifrice vient du latin dentifricum, de dens, dentis : « la dent » et fricare : « frotter ».
La première référence à une forme de dentifrice se trouve dans un manuscrit égyptien datant du IVe siècle av. J.-C., qui mentionne une mixture à base de sel, de poivre, de feuilles de menthe et de fleurs d'iris[source insuffisante]. Les Égyptiens de l'Antiquité, eux, employaient un mélange de cendres et d'argile. Les ingrédients exacts du dentifrice restent inconnus, mais il a été rapporté que son goût est « fonctionnel et plaisant à goûter. » Déjà dans l'Antiquité on commence à pratiquer l'hygiène bucco-dentaire en utilisant des bâtonnets fibreux à mâcher, comme le siwak, servant de brosse à dents. Les Grecs et Romains de l'Antiquité étoffent certaines de ces recettes en y ajoutant des ingrédients plus abrasifs tels que de la poudre de pierre ponce, de la poussière de marbre, des coquilles d'huîtres broyées, de la poudre d'os pilé ou calciné.
Au Moyen Âge, le dentifrice reste le plus souvent sous la forme d'une poudre avec différents abrasifs, et est appliqué avec un linge. Jusqu'au XVIIe siècle, l'urine humaine ou animale fermentée reste très prisée : elle passe pour avoir un bon effet détergent, désinfectant et de blanchissement des dents.
Au XVIIIe siècle, le lexicographe Antoine Furetière évoque, en 1690, des dentifrices secs (poudres à base de minéraux comme des coraux, pierre ponce, sel et alun ; produits animaux comme des coquilles d’œufs, d’escargots et d’écrevisses, corne de cerf et os de sèche ; et produits végétaux comme des racines cuites avec alun et séchées au four) et humides (distillation d’herbes desséchantes et de médicaments astringents) en usage à l'époque.
Les premiers dentifrices en pâte commercialisés dans des pots en porcelaine apparurent au XIXe siècle (Colgate étant la première entreprise à les vendre en masse en 1873), mais ils ne parvinrent pas à vaincre la popularité des poudres avant la Première Guerre mondiale. Alors qu'il vendait à ses patients du dentifrice en pot, qu’il fabriquait lui-même, le dentiste Washington Sheffield (en) s'inspira des peintres qui utilisaient les tubes de peinture en métal pour créer en 1892 le premier dentifrice en tube souple en étain, plus pratique et hygiénique. Samuel Colgate (en) reprit l'idée de Sheffield pour produire en masse et vendre en 1896, les tubes de dentifrice souple en étain et enroulables Colgate Ribbon Dental Creme.
Divers additifs furent progressivement ajoutés à la pâte. Le fluorure fut ajouté dans le dentifrice durant l'année 1890. Chaque pays détermine une limite maximale à la quantité de fluorure jugée acceptable pour la santé bien qu'un excès de fluor soit considéré comme étant nocif par plusieurs études et que les tablettes, gouttes de fluor et autres compléments alimentaires en contenant nécessitent une prescription en Belgique.
Au début du XXe siècle, il était conseillé d'utiliser une pâte à base d'eau oxygénée et de bicarbonate de soude. Ce mélange est encore préconisé actuellement pour prévenir les maladies parodontales. En France, le docteur Pierre Mussot fait réaliser en 1894 par Louis-Maurice Boutet de Monvel une affiche devenue célèbre, ainsi que de grandes publicités murales sur des immeubles hausmanniens dans les années 1920, comme celle de Jean Carlu pour la marque Gellé frères.

## Publicité pour les dentifrices
Pour mémoire, la publicité est une forme de communication de masse, dont le but est de fixer l'attention d'une audience cible (consommateur, utilisateur, usager, électeur, etc.) afin de l'inciter à adopter un comportement souhaité : achat d'un produit, élection d'une personnalité politique, incitation à l'économie d'énergie, etc.

## En France
En France le dentifrice est considéré comme un produit d’hygiène et non comme un médicament.
Il fait partie des produits cosmétiques selon la définition du règlement européen CE1223/2009.
Seuls les dentifrices à concentration élevée en fluor (plus de 1500 ppm) nécessite une prescription médicale. Un suivi médical est nécessaire pour prévenir les effets indésirables comme la Fluorose dentaire.

### Argument 1: des dents plus blanches
Les dentifrices blanchissants contiennent des agents abrasifs ou des substances chimiques (comme le peroxyde Peroxyde d'hydrogène ou Peroxyde de carbamide) qui peuvent aider à éliminer certaines taches superficielles causées par le café, le tabac ou le vin. Cependant, ces produits n’ont pas la capacité d’altérer la couleur naturelle des dents de manière significative.
Le problème est que l’usage fréquent de dentifrices très abrasifs peut endommager l’émail des dents, ce qui à long terme rendra les dents plus sensibles et vulnérables à la décoloration.
Le blanchiment véritable nécessite généralement des traitements professionnels. De plus, les résultats de ces dentifrices sont souvent exagérés dans les publicités.

### Argument 2: prévenir les caries grâce à une formule enrichie en fluor
Le fluor (Fluorure de sodium ou Florure stanneux ou  Monofluorophosphate de sodium) est reconnu pour son rôle dans la prévention des caries en renforçant l'émail des dents et en favorisant la reminéralisation. Plusieurs études cliniques valident son efficacité dans la réduction des caries dentaires.
Bien que le fluor soit bénéfique, une utilisation excessive peut entraîner des problèmes tels que la fluorose dentaire, surtout chez les enfants en bas âge.

### Argument 3: soulage la sensibilité dentaire dès la première utilisation
Certains dentifrices destinés aux dents sensibles contiennent des ingrédients tels que le Nitrate de potassium ou le fluorure de stanne, qui peuvent aider à diminuer la sensibilité dentinaire en bloquant les canaux nerveux ou en renforçant l’émail.
Les effets ne sont pas immédiats, contrairement à ce que prétendent certaines publicités. Une utilisation continue est généralement nécessaire pour obtenir un soulagement durable.
En outre, dans certains cas, la sensibilité dentaire peut être le symptôme d’un problème plus sérieux comme une carie ou une maladie des gencives, qui nécessitent des soins professionnels.

### Argument 4: "Procure une haleine fraîche tout au long de la journée."
Les dentifrices contenant des agents aromatiques, tels que la menthe, procurent effectivement une sensation de fraîcheur immédiate. Certains incluent aussi des agents antibactériens qui peuvent temporairement réduire les bactéries responsables des mauvaises odeurs.
Mais, la fraîcheur apportée est souvent de courte durée. Les causes profondes de la mauvaise haleine, comme des problèmes digestifs, des infections buccales ou des caries, ne sont pas traitées par le simple usage de dentifrices. Seule une approche globale de l’hygiène buccale et des soins professionnels peut offrir une solution durable.

### Argument 5: recommandé par un dentiste
L’utilisation de  l’image d’un dentiste, praticien basé à l'étranger, pour promouvoir un dentifrice, a pour but de renforcer la confiance des consommateurs.
La publicité pour le dentifrice avec une recommandation d’un dentiste a un impact significatif sur nous en raison de plusieurs mécanismes psychologiques et sociaux, notamment l’effet de l’autorité, la crédibilité perçue, et le biais de confiance envers les experts.

#### L’effet d’autorité
L’une des principales raisons pour lesquelles les recommandations des dentistes dans les publicités sont convaincantes repose sur l’effet d’autorité, identifié par le psychologue Stanley Milgram dans son étude sur l’obéissance (1963). Selon cette théorie, les individus ont tendance à suivre les conseils ou directives émanant de figures d’autorité, car ces personnes sont perçues comme des sources de savoir légitime et fiable. 

#### La crédibilité et la persuasion
Dans la théorie de la persuasion élaborée par Carl Hovland et ses collègues (1953), la crédibilité de la source est un facteur clé pour influencer l’attitude et les comportements. Les dentistes, en raison de leur expertise, sont perçus comme des sources crédibles, ce qui renforce la confiance des consommateurs dans le produit recommandé. 

#### En France: interdiction de l'utilisation de professionnels de santé à des fins publicitaires
En France, l’interdiction de l'utilisation de professionnels de santé à des fins publicitaires est prévu par l’'article R.4127-19 du Code de la santé publique stipule qu'il est interdit aux médecins et dentistes de prêter leur concours à la publicité pour des entreprises commerciales ou des produits. Cela inclut l'utilisation de l'image, des recommandations ou des avis d’un professionnel de santé dans des publicités pour des produits tels que les dentifrices. Cette interdiction vise à empêcher que les recommandations médicales soient utilisées à des fins purement commerciales, risquant de brouiller la frontière entre conseils de santé objectifs et promotion de produits.

### Synthèse des arguments publicitaires
En synthèse, la prévention des caries grâce au fluor est solidement établie, tandis que d’autres promesses, comme le blanchiment rapide ou la fraîcheur durable, ne reflètent pas toujours la réalité scientifique ou les résultats à long terme.
Pour avoir une santé bucco-dentaire optimale, le choix du dentifrice doit être accompagné de bonnes pratiques d’hygiène (brossage efficace, fil dentaire, visites chez le dentiste) et d’un esprit critique face aux affirmations publicitaires.
L’Union Française pour la Santé Bucco-Dentaire (UFSBD), ne fait qu’une seule recommandation sur les dentifrices en utilisant des dentifrices à base de fluor et rien d’autre. Outre un dentrifrice au fluor, il recommande un brossage journalier 2 fois par jour et d'au moins 2 minutes.

## Ingrédients et aromates

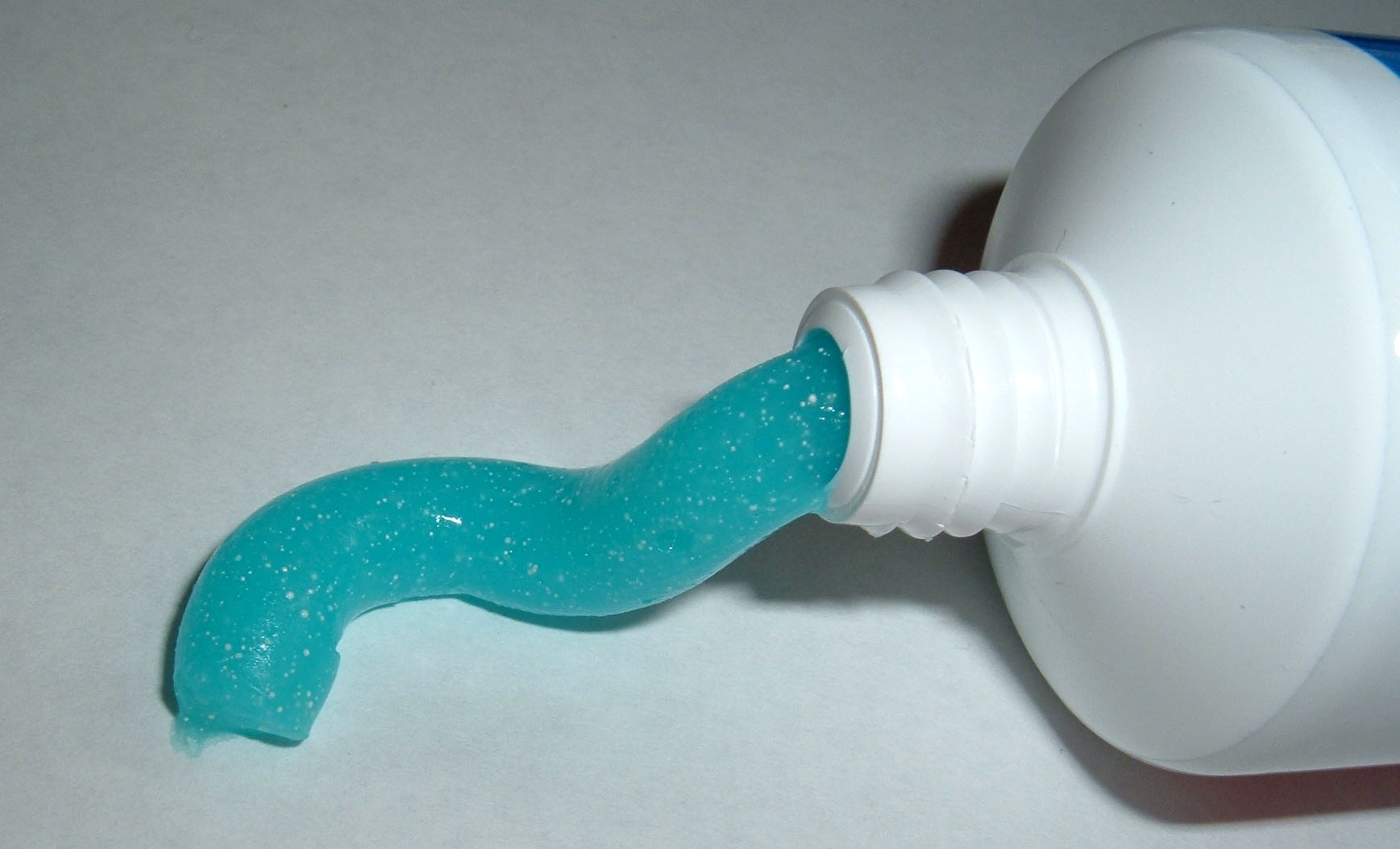
Dentifrice contenant des particules de microplastique.

Le fluor est le principal agent actif de la plupart des dentifrices, et contribue à la prévention des caries : il permet la formation d'une couche d'émail moins soluble (la fluorapatite, de formule Ca5[(PO4)3F), et donc moins sensible aux attaques acides qui induisent les caries. Le composé le plus fréquent est le fluorure de sodium. Certaines marques emploient du monofluorophosphate de sodium, du fluorure d'étain ou du fluorure d'amine. Aux États-Unis comme en Europe, pratiquement tous les dentifrices vendus dans le commerce contiennent un de ces agents actifs, dans une proportion de 1 000 à 1 100 ppm. Le fait que ce taux soit relativement constant conduit à penser que les dentifrices bon marché sont tout aussi efficaces que les dentifrices plus onéreux. Dans une étude menée en 1998 sur 38 dentifrices, le magazine américain Consumer Reports jugea l'efficacité de 30 d'entre eux excellente.
Les dentifrices contiennent en général, mais pas toujours, du laurylsulfate de sodium ou un autre type de sulfate. Le laurylsulfate de sodium est également présent dans d'autres cosmétiques tels que le shampooing, et agit principalement comme agent moussant. À long terme, l'utilisation d'un dentifrice contenant du laurylsulfate de sodium peut provoquer chez certaines personnes l'apparition d'aphtes. Des ingrédients tels que du bicarbonate de sodium, des enzymes, des vitamines, des extraits végétaux, du calcium, des produits de bain de bouche, ou encore de l'eau oxygénée sont souvent ajoutés au mélange de base et mis en valeur par les marques pour leurs effets bénéfiques. Il existe de nombreux goûts de dentifrice, la plupart dérivant de la menthe. Il existe cependant des goûts plus « exotiques » incluant anis, abricot, cannelle, fraise, chewing-gum (principalement destiné aux enfants), citron, fenouil, gingembre, orange, vanille, ou même « sans goût ».
Le formaldéhyde, utilisé pour réduire les sensibilités à la douleur en cas de température extrême, n'est plus utilisé aux États-Unis depuis le début des années 1980, mais demeure autorisé dans l'Union européenne.
Le dentifrice doit être recraché après utilisation, mais 5 à 7 % du dentifrice est avalé durant le brossage. Certains types de dentifrice peuvent provoquer des nausées ou la diarrhée s'ils sont ingérés en trop grande quantité. Chez les très jeunes enfants, un empoisonnement aigu au fluorure peut survenir après ingestion d'aussi peu que 1 pour cent d'un tube de pâte dentifrice aromatisée pour enfants. Pour les végétariens et les végétaliens, des dentifrices d'origine indienne dépourvus de dérivés animaux ont été introduits dans le commerce.
Aujourd'hui[Quand ?], un dentifrice, constitué essentiellement d'eau, est principalement composé d'excipients : agents polissants (abrasifs composés de silice, bicarbonates de sodium ou phosphates de calcium) influençant sa valeur RDA, agents humectants, agents moussants (à base de tensioactifs), agents épaississants, conservateurs, colorants, édulcorants, arômes ; et de principes actifs : anti-caries (à base de fluor), agents antibactériens (triclosan ou chlorhexidine), agents de blanchiment et anti-tartre.

## Types

### Dentifrice à rayures

Schéma descriptif montrant comment la pâte de dentifrice sort du tube.

Des rayures peuvent être produites à l'aide de deux tubes, un petit tube contenu dans un plus grand, chaque tube contenant une pâte de couleur différente. Lorsque le tube de dentifrice est pressé, les deux pâtes passent à travers un orifice spécialement conçu pour produire le motif à rayures. Ce type de dentifrice a donné lieu à une séquence culte du film Epidemic de Lars von Trier où ce dernier découpe un tube afin d'en découvrir le fonctionnement.
Afin de réduire les coûts de production, il est actuellement courant de remplir les tubes de pâte comportant déjà des rayures. Quand le tube est pressé, les rayures s'écoulent en parallèle et ne se mêlent pas. La pâte à rayures qui sort du tube est simplement une version plus étroite de ce que contient le tube. Le remplissage est effectué à l'aide d'une tête de remplissage multi-buse qui distribue une pâte de couleur différente dans chaque direction. Pour maintenir les rayures parallèles à l'axe du tube, la tête commence en bas et se rétracte au fur et à mesure du remplissage, restant toujours juste au-dessus du niveau de la pâte. Les tubes à deux compartiments sont généralement réservés aux dentifrices contenant deux préparations devant interagir et qui sont ainsi conservées séparées jusqu'au moment de l'utilisation.

## Marques populaires

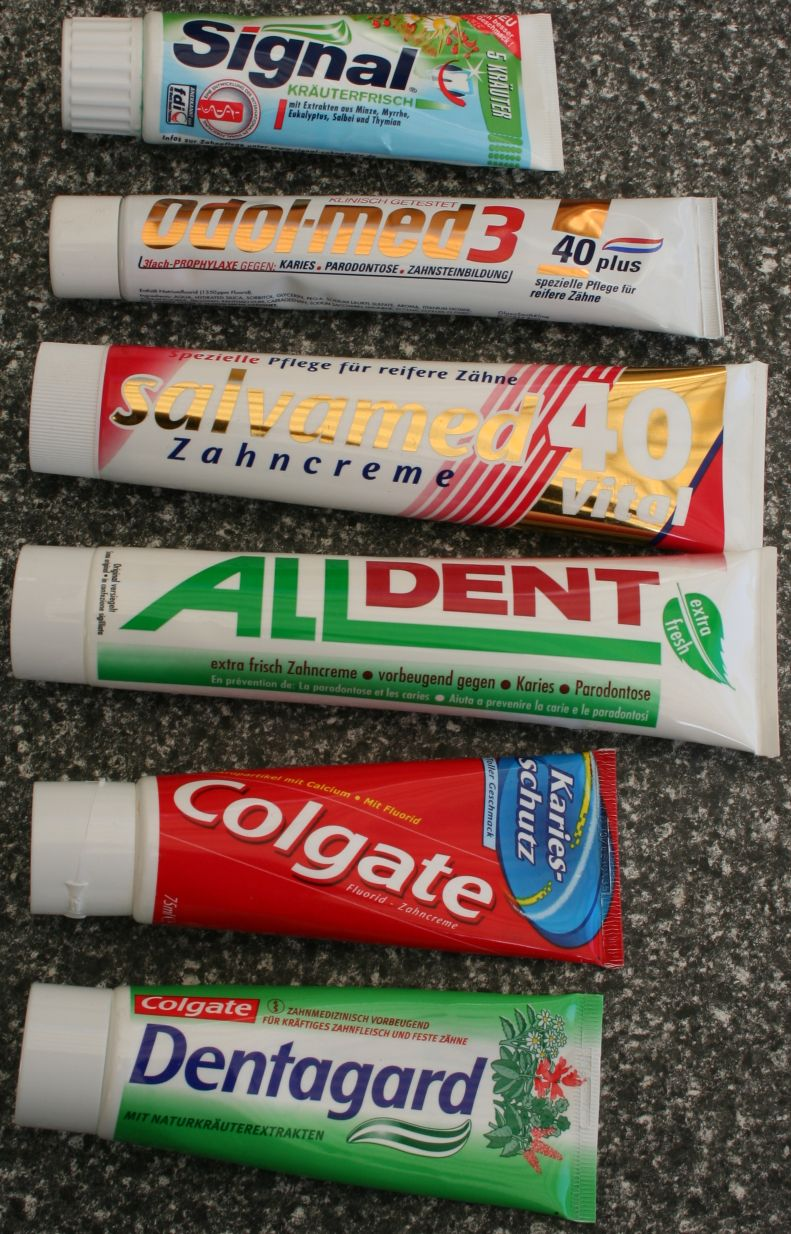
Dentifrices de plusieurs marques.

De nombreuses marques sont devenues populaires depuis la commercialisation du dentifrice au XIXe siècle.
En Europe, on trouve les marques Buccotherm, Aquafresh, Dors & Déjà, Émail Diamant, Fluocaril, Sanogyl, Sensodyne, et Tonigencyl en Belgique et en France, les marques Elmex, Meridol, Aronal, Dentamed, Candida, M-Classic, Weleda, et Dentofit en Suisse, les marques Denivit, Parodontax, Vademecum, et Signal en Allemagne et aux Pays-Bas.
Au Canada ce sont les marques Aquafresh, Arm and Hammer, Close-Up, Colgate-Palmolive, Crest, Sensodyne qui sont populaires (certains dentifrices ayant des effets qui ont été testés de manière indépendante portent le sceau de l'Association dentaire canadienne).
Aux États-Unis les marquent populaires sont Aim toothpaste, Aquafresh, Arm and Hammer, Close-Up, CloSYSII, Colgate-Palmolive, Crest, Ipana, Macleans, Mentadent, Pepsodent, Sensodyne, Tom's of Maine, Jaan's Paste.

## Écoulement
Le dentifrice est un fluide de Bingham : il faut exercer une certaine contrainte de cisaillement pour qu'il commence à s'écouler, en dessous de cette limite, il ne s'écoule pas. De plus, à température ambiante, il est consistant.

## Dentifrices et environnement
De nombreux dentifrices, en raison de leur composition, peuvent négativement interagir avec l'environnement. Les problèmes qu'ils posent sont dus à leur :
- teneur en fluor : les dentifrices enrichis en fluor (ou dérivés comme le fluorure stanneux[27]) sont une source de contamination des eaux d'égouts et des boues de station d'épuration par le fluor ;
- teneur en conservateurs : la plupart des dentrifrices commercialisés contiennent aussi des produits biocides ou des agents conservateurs susceptibles d'interagir avec les microbes présents dans les égouts ou les stations d'épuration ;
- tubes : ce contenant n'est pas biodégradable ; les tubes en aluminium sont de plus en plus rares, généralement remplacés par du plastique souple (potentiellement recyclable, mais a priori plutôt jeté avec les déchets non triés) ;
- teneur en microplastiques. Ces derniers sont des microparticules ou microsphères (Microbeads pour les anglophones) souvent en polyéthylène utilisées comme agent abrasif doux supposés réduire la plaque dentaire et constituant donnant une apparence lisse à la pâte (ou à certains chewing-gum)[28], surtout utilisés depuis les années 1990 et pour des raisons de rentabilité économique[29]. Ils ne sont pas rapidement biodégradables et seront retrouvés dans les eaux grises puis les cours d'eau, estuaires et in fine dans l'environnement marin, car imparfaitement retenus par les filtres de station d'épuration, ou épandus avec les boues dans les champs ou forêts[30]. 
Selon un document publié en 2014 par quatre ONG ayant pour objectif la protection des océans, et/ou la lutte contre la pollution par les microplastiques, de nombreux cosmétiques (les 3/4 des savons et autres produits de gommage contiennent des microplastiques, ainsi que divers shampooings, savons, dentifrices, eye-liners, sticks pour les lèvres, déodorants et un écran solaire peuvent aussi en contenir. Ces microplastiques sont faits de polyéthylène (PE), polypropylène (PP), polytéréphtalate d'éthylène (PET), polyméthacrylate de méthyle (PMMA) ou de nylon, les PE et PP étant les plus communs (en 2012). Des analyses faites pour le compte de la Fondation pour la Mer du Nord (North Sea Foundation) par IVM[31] sur plusieurs produits ont trouvé une teneur en microplastiques qui dans un cas atteignait 10,6 % du poids du produit (polyéthylène dans ce cas) soit 21 g pour une dose de 200 ml, qui finissent inéluctablement dans le réseau d'égout. Dans un autre produit examiné lors de cette étude, les chercheurs ont trouvé des particules de PET de très petite taille (50 µm de diamètre). Au vu de ces travaux, la dose moyenne de microplastique utilisée par jour via les dentifrices et cosmétiques serait de 2,4 mg de microplastique/personne et par jour. Ce laboratoire a également trouvé et quantifié des microplastiques dans les stations d'épuration, en aval dans les sédiments marins néerlandais et dans les invertébrés marins (crabes, huître, moule, escargot)[32]. Certains dentistes notent qu'ils trouvent de plus en plus de microplastiques dans les gencives et craignent des effets sanitaires. Ils recommandent des dentifrices sans plastiques[33] (des dentifrices présentés comme plus doux à l'égard de l'environnement (à base d'argile et d'huiles essentielles) existent).

## Marques de couleur sur les tubes de dentifrice
Une croyance populaire décrit la marque de couleurs placée sur l'arrière d'un tube de dentifrice comme étant une indication de leur composition, de la manière suivante, :
- Vert : « naturel »
- Bleu : « Naturel + ingrédients médecinaux »
- Rouge : « Naturel + produit chimique »
- Noir : « uniquement produit chimique »

Cette information est un canular circulant depuis au moins 2013. Ces bandes sont des points d'identification optique (eye mark) utilisés lors de la fabrication du remplissage et/ou de la fermeture du tube ; ce type de système existant de manière identique sur d'autres emballages.
La notice ou la boîte du dentifrice indique la composition de celui-ci,,.

## Le dentifrice au charbon
Le dentifrice au charbon contient du charbon actif, un type de carbone poreux qui est traité pour augmenter sa surface. Le charbon actif est souvent utilisé pour purifier l'eau et l'air, car il peut absorber les impuretés et les toxines. Devenu tendance, le dentifrice au charbon est parfois présenté comme pouvant aider à blanchir les dents et éliminer les taches de surface, sans que cela soit appuyé par des données scientifiques. Il présente au contraire un risque abrasif pour l'émail et donc un danger accru de lésions carieuses,.

## Dans la culture
- En 1973, dans le cadre du scandale du Watergate, H. R. Haldeman répond à John Dean : « Une fois le dentifrice sorti du tube, il sera très difficile de l'y faire entrer à nouveau ».